# Нове-Сан Флоријано (Тревизо)
Нове-Сан Флоријано је насеље у Италији у округу Тревизо, региону Венето.
Према процени из 2011. у насељу је живело 557 становника. Насеље се налази на надморској висини од 222 м.